# Vianaidinae
Vianaidinae is een onderfamilie van wantsen binnen de familie van de Tingidae (netwantsen). De familie werd voor het eerst wetenschappelijk beschreven door Nicholas A. Kormilev in 1955.

## Taxonomie
De familie bevat de volgende geslachten:

- Anommatocoris China, 1945
- Pterovianaida Montemayor & Carpintero, 2007
- Thaumamannia Drake & Davis, 1960
- Vianagramma Golub & Popov, 2000
- Vianathauma Golub & Popov, 2003